# Queen's University

Bandera

La Universidad de Queen, generalmente llamada Queen's, es una universidad pública, no confesional, coeducativa y de investigación, ubicada en Kingston, Ontario, Canadá. En ránquines internacionales y nacionales, Queen ha mantenido su estatus como una de las universidades más importantes de Canadá.
La Iglesia de Escocia estableció el Colegio de Queen en Kingston, Ontario en 1841 con un privilegio real de la reina Victoria. La institución fue fundada el 16 de octubre de 1841, 26 años antes de la Fundación de Canadá. Las primeras clases empezaron el 7 de marzo de 1842, con 13 estudiantes y 2 profesores. Queen fue la primera institución que graduaba en la Provincia Unida de Canadá y la primera universidad del oeste de las Provincias marítimas de Canadá en admitir mujeres y formar estudiantes por parte del gobierno. En 1883, Un colegio de mujeres hizo un convenio con la Universidad de Queen para la educación médica. En 1888, la Universidad de Queen se empezó a ofrecer cursos de extensión, convirtiéndose en la primera universidad en hacerlo.
Los fundadores de la Universidad de Queen se inspiraron en la Universidad de Edimburgo por la tradición de las Universidades de Escocia de libertad académica, autoridad, y responsabilidad moral. 
Esta Universidad cuenta con un centro de arte, el Agnes Etherington Art Center, que alberga 17.000 obras. Destacan cuatro pinturas de Rembrandt, todas donadas en los últimos años por el matrimonio de coleccionistas Bader. Las arropa un generoso muestrario de pintura holandesa barroca, con Jan Lievens, Govert Flinck, Willem Drost y Arent de Gelder. Otros viejos maestros representados en este museo son: El Greco, Dosso Dossi, Georg Pencz, Sébastien Bourdon, Luca Giordano, Peter Lely y Joseph Wright of Derby. También se guardan dibujos de Rafael Sanzio, Parmigianino y Guido Reni, así como de maestros posteriores como Gustav Klimt y Pablo Picasso. 
Aparte del campus de Kingston, la universidad tiene un centro de estudios internacionales en el Castillo de Herstmonceux, Sussex del Este, Inglaterra, anteriormente ocupado por el Real Observatorio de Greenwich.
La universidad cuenta con varias revistas y periódicos, entre los que se encuentra el Queen's Quarterly que se publica desde 1893.

## Figuras Notables

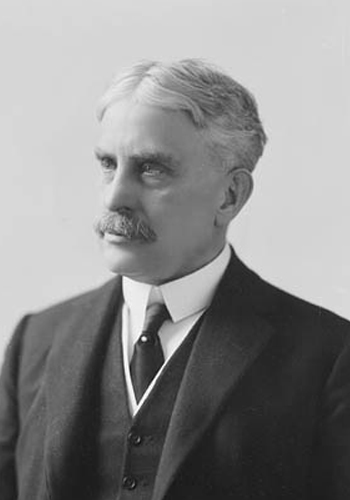
Sir Robert Borden, 8th Primer ministro de Canadá.
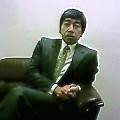
Norihito, Prince Takamado, miembro de Imperial House of Japan.
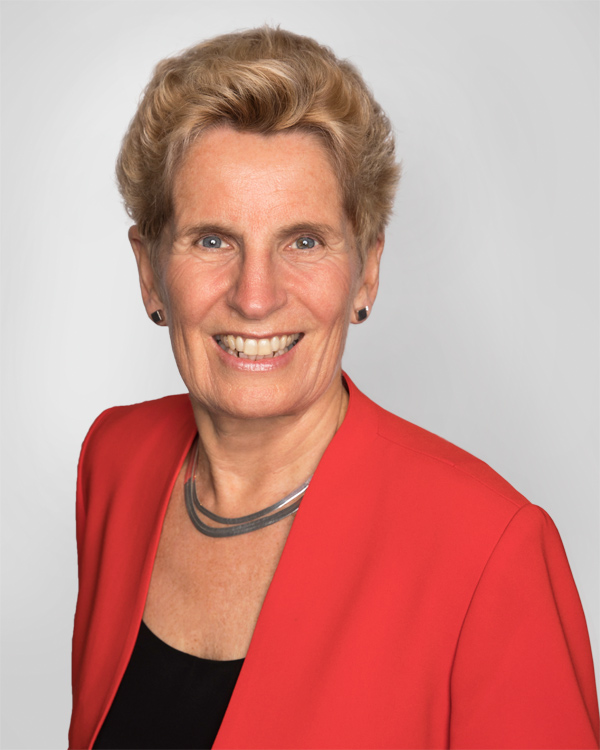
Kathleen Wynne, 25th Premier of Ontario y primer LGBT Premier en Canadá.
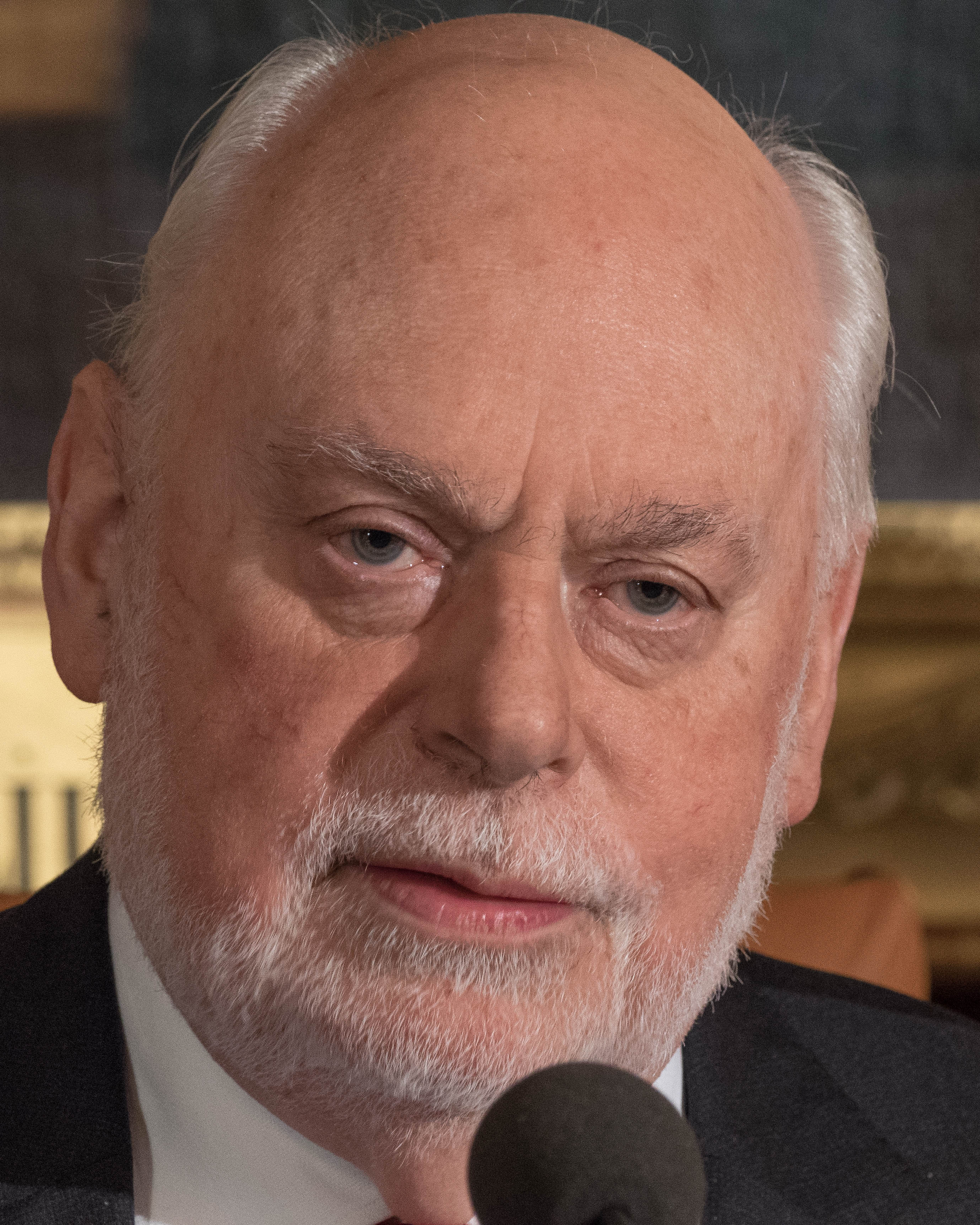
Fraser Stoddart, Premio Nobel de Química por su trabajo con máquinas moleculares.
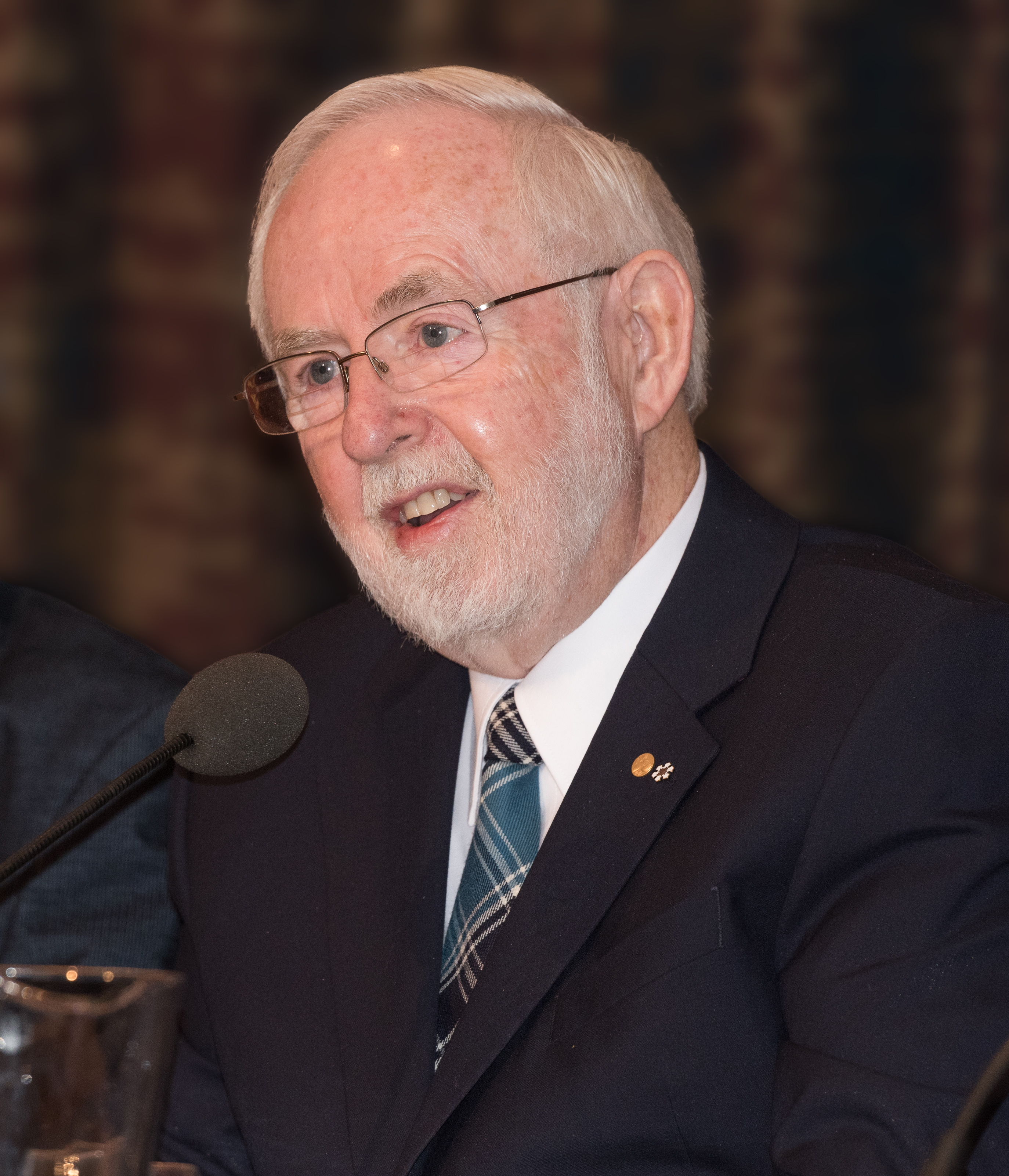
Arthur B. McDonald, Premio Nobel de física por el descubrimiento de las oscilaciones de neutrinos.
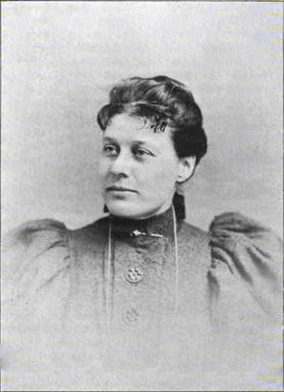
Ella Blaylock Atherton, primera mujer en Quebec en recibir un diploma médico de una institución canadiense
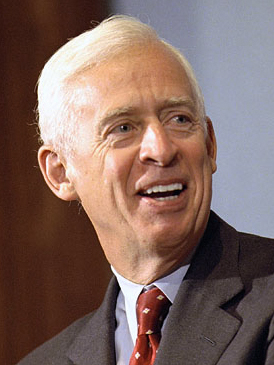
Donald J. Carty, expresidente y CEO de AMR Corporation.
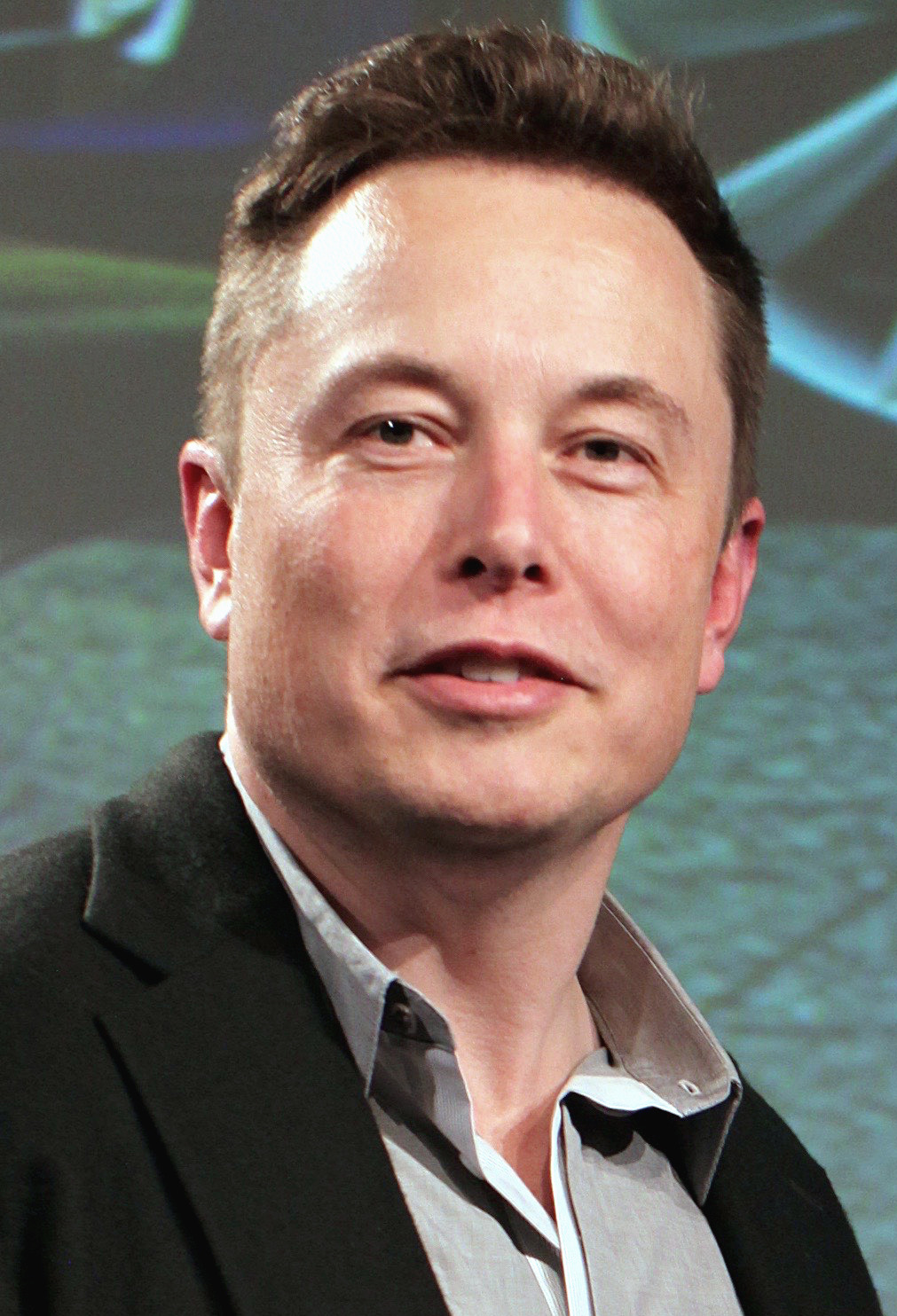
Elon Musk, fundador de SpaceX, Tesla Motors, SolarCity, PayPal, y The Boring Company.